# خافكوئية (بزنجان)
خافكوئیة (بالفارسية: خافکوئیه) هي قرية تقع في إيران في قسم بزنجان الريفي. يقدر عدد سكانها بـ 161 نسمة .